# Саскачеван
Саска́чеван (англ. Saskatchewan, МФА: [səˈskætʃɨwɑːn] или [səˈskætʃɨwən]) — провинция на юге центральной части Канады, 9-я в составе конфедерации. Столица — город Реджайна, крупнейший город — Саскатун. Саскачеван граничит на западе с Альбертой, на севере с Северо-Западными территориями, на востоке с провинцией Манитоба, а на юге с американскими штатами Монтана и Северная Дакота.
Население Саскачевана по состоянию на 2016 год составляло 1 098 352 человек. Жители в основном живут в южной половине провинции. Из общей численности населения примерно половина живёт в крупнейшем городе провинции, Саскатуне, или в столице провинции, Реджайне. Другие крупные города - Принс-Альберт, Муз-Джо, Йорктон, Суифт-Каррент и Норт-Батлфорд.

## Заселение европейцами
Саскачеван был впервые исследован европейцами в 1690 году и первые поселения европейцев появились в 1774 году; территория принадлежала нескольким коренным племенам. Постепенно местное население было практически полностью истреблено. Саскачеван стал провинцией в 1905 году. Основные отрасли экономики провинции — сельское хозяйство, горнодобывающая промышленность и энергетика.

## Этимология названия
Название провинции происходит от реки Саскачеван. Ранее река называлась kisiskāciwani-sīpiy («быстрая река») на языке кри.

## География
Саскачеван расположен в центре Северной Америки. На юге он граничит с США (штатами Монтана и Северная Дакота), на западе — с Альбертой, на севере находятся Северо-Западные территории Канады, в северо-восточном углу в единственной точке Саскачеван граничит с Нунавутом, с востока проходит граница с Манитобой.
Реки южной части провинции в основном являются бассейном Миссисипи, впадающей в Мексиканский залив Атлантического океана. В северной части реки впадают в Северный Ледовитый океан или Гудзонов залив. Территория Саскачевана не имеет выхода к морю или океану.
На территории провинции большое количество озёр, наиболее крупные — Атабаска и Оленье озеро (Deer Lake).

### Климат
Саскачеван расположен далеко от океанов, что является причиной сформировавшихся в провинции теплого варианта влажного континентального климата в центральной и самой восточной части и полузасушливого степного климата в южной и юго-западной части. На севере провинции Саскачеван — с Ла-Ронж далее на север — субарктический климат. Лето может быть очень жарким, температура иногда достигает выше 32 °C (90 °F) в течение дня, а также наблюдается снижение влажности воздуха с северо-востока на юго-запад. Теплые южные ветры дуют со стороны Соединённых Штатов на протяжении большей части июля и августа, а зимой может быть очень холодно, и температура может не превышать −17 °C (1,4 °F) целые недели, тёплые ветры Чинук часто дуют с запада, в результате чего наблюдаются периоды относительно тёплой погоды. Среднегодовые осадки от 30 до 45 см (от 12 до 18 дюймов) на всей территории провинции, и основная часть осадков выпадает в июне, июле и августе.
Самая высокая температура, зарегистрированная в Канаде, была зафиксирована в провинции Саскачеван. Температура поднялась до 45 градусов по Цельсию в городах Мидейл и Йеллоу-Грасс. Самая холодная температура за всю историю была −56,7 градуса по Цельсию в Принс-Альберт, который находится к северу от Саскатуна.
| Город         | Июль (°C) | Июль (°F) | Январь (°C) | Январь (°F) |
| ------------- | --------- | --------- | ----------- | ----------- |
| Эстеван       | 27/13     | 81/55     | −9/−20      | 16/−4       |
| Уэйберн       | 26/12     | 79/54     | −10/−21     | 14/−6       |
| Мус−Джо       | 26/12     | 79/54     | −8/−19      | 18/−2       |
| Реджайна      | 26/11     | 79/52     | −10/−22     | 14/−8       |
| Саскатун      | 25/11     | 77/52     | −12/−22     | 10/−8       |
| Мелвилл       | 25/11     | 77/52     | −12/−23     | 10/−9       |
| Суифт−Каррент | 25/11     | 77/52     | −7/−17      | 19/1        |
| Хумбольт      | 24/11     | 75/52     | −12/−23     | 10/−9       |
| Мелфорт       | 24/11     | 75/52     | −14/−23     | 7/−9        |
| Норт−Батлфорд | 24/11     | 75/52     | −12/−22     | 10/−8       |
| Йорктон       | 24/11     | 75/52     | −13/−23     | 9/−9        |
| Ллойдминстер  | 23/11     | 73/52     | −10/−19     | 14/−2       |

## История
После подавления Второго Восстания Луи Риеля и повешения самого Луи в 1885 г, канадские власти смогли всерьёз заняться заселением территории будущей провинции Саскачеван европейскими иммигрантами — как с Британских островов, так и с континента. Согласно Закону о федеральных землях любой поселенец мог получить 160 акров (65 гектаров) земли за номинальную плату ($10), при условии, что он организует там фермерское хозяйство.
Существовавшая в те годы политика (block settlement) отводила большие площади земель на западе Канады для компактного заселения иммигрантами той или иной национальности.
Следы этих районов компактного расселения остались в Саскачеване и сейчас.
Одной из необычных групп, поселившихся в Саскачеване, были 7500 духоборов из Закавказья, прибывших в провинцию в 1899 г. Вскоре, однако, большинство из них перебралось в более благоприятные условия Британской Колумбии.
С увеличением населения этих краев, на землях, доселе входивших в Северо-Западные территории, была в 1905 г. создана провинция Саскачеван. Столицей стал город Реджайна (Regina) который всего за два года до того именовался «Pile O' Bones» (Куча Костей).

## Экономика
Основа экономики — сельское хозяйство, особенно выращивание зерновых культур. Около 45 % канадской пшеницы выращивается в Саскачеване. Выращиваются также бобовые культуры (99 % канадской чечевицы, 85 % нута и 75% гороха), лён, конопля (в 2004 г, саскачеванские фермеры засадили коноплёй 1000 гектаров — 40 % от всех легальных конопляных посевов в Канаде). Правительство провинции уделяет большое внимание созданию новых сортов сельскохозяйственных культур.
С середины XX века в Саскачеване развивается добыча нефти и природного газа. Сегодня в объёмах производства нефтегазовой промышленности провинция уступает лишь Альберте.
Также на севере провинции Саскачеван расположены месторождения урана, в частности крупнейший в мире урановый рудник Макартур-Ривер (17,3 % мировой добычи урана по состоянию на 2005 год). Канада — один из мировых лидеров по добыче урана.
ВРП провинции Саскачеван в 2006 году составил около C $45 922 млн, с экономическими секторами распределёнными следующим образом:
| %    | Сектор                                                          |
| ---- | --------------------------------------------------------------- |
| 17.1 | Финансы, страхование, недвижимость, лизинг                      |
| 13.0 | горнорудная промышленность, нефтяная отрасль                    |
| 11.9 | образование, здравоохранение, социальные услуги                 |
| 11.7 | оптовая и розничная торговля                                    |
| 9.1  | транспорт, коммуникации, предприятия коммунального обслуживания |
| 7.7  | перерабатывающая промышленность                                 |
| 6.8  | сельское хозяйство, лесное хозяйство, рыболовство, охота        |
| 6.5  | бизнес-услуги                                                   |
| 5.8  | правительственные услуги                                        |
| 5.1  | строительство                                                   |
| 5.3  | другое                                                          |

## Правительство и политическая система
Саскачеван имеет ту же форму правления, как и другие провинции Канады с лейтенант-губернатором (который является представителем короны в Саскачеване), премьер-министром, и однопалатным законодательным органом.
В провинциальной политике доминируют левые новые демократы и консервативно-либеральная Саскачеванская партия. Многочисленные мелкие политические партии также выдвигают кандидатов на провинциальных выборах, в том числе Партия зелёных, Либеральная партия, и Прогрессивно-консервативная партии, но они в настоящее время не представлены в Законодательном собрании провинции Саскачеван. После 16 лет правления новых демократов с премьерами Роем Романовым и Лорном Калвертом, на провинциальных выборах 2007 года победила Саскачеванская партия, чьим лидером был Бред Уолл. Она же одержала победу и на последних выборах в провинциальный парламент, состоявшихся 7 ноября 2011 года. За Саскачеванскую партию было подано 64,2 % голосов избирателей и она получила 49 из 58 мест в местном парламенте. Новая демократическая партия получила 32 % голосов и завоевала 9 парламентских мандатов.
На федеральных выборах 2011 большинство мест от провинции в парламенте Канады получила Консервативная партии — 13 из 14 федеральных округов, в то время как Либеральная партия Канады победила в одном федеральном округе.

## Население
Население Саскачевана составляет более 1 098 352 человек. Плотность населения провинции составляет 1,86 человека на км². Большинство населения проживает в южной части провинции.

### Этническое происхождение
По данным общеканадской переписи 2006 года, крупнейшей по численности этнической группой в Саскачеване являются немцы (30,0 %). 

Далее следуют англичане (26,5 %), шотландцы (19,2 %), ирландцы (15,3 %), украинцы (13,6 %), французы (12,4 %), индейцы (12,1 %), норвежцы (7,2 %), поляки (6,0 %), метисы (4,4 %), голландцы (3,7 %), русские (3,7 %) и шведы (3,5 %). 

18,1 % от всех опрошенных также определили свою этническую принадлежность как канадцы.

### Языки
Для большинства населения родным языком является английский — 85,7 % (2006). 

Значительная доля населения указало в качестве родного языка немецкий — 28 555 (3,0 %). Далее следуют язык индейцев Кри — 2,6 %, французский и украинский — по 1,7 %.

### Религия
Крупнейшими конфессиями по числу приверженцев по переписи 2001 года Римская Католическая Церковь с 286 815 приверженцев(30 %); Объединённая церковь Канады с 187 450 (20 %) и лютеране с 78 520 (8 %). 

148 535 респондентов (15,4 %) ответили что не исповедуют никакой религии.

### Крупнейшие населённые пункты Саскачевана
| Городские агломерации             | 1996    | 2001    | 2006    | 2011    | 2016    |
| --------------------------------- | ------- | ------- | ------- | ------- | ------- |
| Агломерация Саскатуна             | 219 056 |         |         | 262 215 | 295 095 |
| Агломерация Реджайны              | 193 652 |         |         | 211 519 | 236 481 |
| 10 крупнейших городов:            |         |         |         |         |         |
| Саскатун                          | 193 653 | 196 861 | 202 340 | 222 246 | 246 376 |
| Реджайна                          | 180 404 | 178 225 | 179 246 | 193 150 | 215 106 |
| Принс-Альберт                     | 34 777  | 34 291  | 34 138  | 35 129  | 35 926  |
| Мус-Джо                           | 32 973  | 32 131  | 35 689  | 33 274  | 33 890  |
| Суифт-Каррент                     | 14 890  | 14 821  | 14 946  | 15 554  | 16 604  |
| Йорктон                           | 15 154  | 15 107  | 15 038  | 15 669  | 16 343  |
| Норт-Батлфорд                     | 14 051  | 13 692  | 13 190  | 13 888  | 14 315  |
| Ллойдминстер (часть)              |         |         |         | 9 772   | 11 765  |
| Эстеван                           | 10 752  | 10 242  | 10 084  | 11 054  | 11 483  |
| Уорман                            |         | 3 481   | 4 764   | 7 104   | 11 020  |
| Уэйберн                           | 9 723   | 9 534   | 9 433   | 10 484  | 10 870  |
| 5 самых больших сельских районов: |         |         |         |         |         |
| Корман Парк № 344                 | 7 152   | 8 093   | 8 349   | 8 277   | 8 568   |
| Эденволд № 158                    | 2 738   | 3 005   | 3 611   | 4 132   | 4 490   |
| Принц Альберт № 461               | 3 322   | 3 380   | 2 918   | 3 580   | 3 562   |
| Букленд № 491                     | 3 444   | 3 529   | 3 429   | 3 658   | 3 375   |
| Ванской № 345                     | 2 423   | 2 617   | 2 629   | 2 714   | 2 840   |

## Образование
Первое образование в прериях давалось в семьях первых европейских поселенцев. Существовало совсем небольшое число школ миссионеров или торговцев, созданных в Земле Руперта — позже ставшей известной как Северо-Западные территории.
Первые 76 школьных округов Северо-Западных Территорий и первый совет по вопросам образования были основаны в 1886 году. Массовый приток переселенцев сформировал этнические поселения. Сообщества недавних иммигрантов старались сделать образование для своих детей похожим на школы на родине.
После Второй мировой войны наметился переход к единым образовательным стандартам. Растущее количество техники потребовало множество технических специалистов, способных её обслуживать. Появление школьных автобусов, автомобильных дорог, транспортных средств создали лёгкость передвижения и население смещалось в сторону больших и малых городов. Комбайны и трактора сделали возможным что фермер мог успешно управлять огромными наделами земли. Таким образом произошёл переход от семейных ферм и подсобных хозяйств к производству товарных культур.
Школьные ваучеры были недавно предложены в качестве средства конкуренции между сельскими школами.
В провинции расположены три университета: Университет Саскачевана, Университет Реджайны и Университет коренных народов.

## Медицинское обслуживание
Система здравоохранения в Саскачеване широко и неточно охарактеризована как «государственная медицина». Практикующие врачи в провинции Саскачеван, как и в других канадских провинциях, не являются государственными служащими. В отличие от здравоохранения Австралии и частной медицины в Великобритании, Саскачеван установил тарифы на медицинские услуги, которые не могут быть превышены.

## Транспорт
Транспорт в Саскачеване включает в себя инфраструктуру системы дорог: автомобильных дорог, автострад, аэропортов, паромы, трубопроводы, тропы, водные пути и железнодорожные системы, обслуживающие население круглый год. Она финансируется в основном местными властями и средствами федерального правительства. Саскачеванский Департамент автомобильных дорог и транспорта отвечает за транспортную инфраструктуру. 80 % трафика осуществляется по 5031 километру главной сети автомобильных дорог.
Саскачеванские автомобильные дороги и транспорт включают в себя более 26 000 километров дорог и шоссе. Есть также сеть муниципальных дорог, которые включают в себя дороги с различными покрытиями. Асфальтобетонные покрытия составляет почти 9000 километров, гранулированные мостовые почти 5000 километров, не структурные или поверхности с тонкой мембраной около 7000 километров и, наконец, гравийные дороги составляет более 5600 километров в провинции. В северных районах есть зимние дороги, которые могут быть использованы только в зимние месяцы составляют ещё около 150 километров.

## Культура
Канадские телесериалы «Корнер газ» и «Маленькая мечеть в прерии» снимались в малых городах провинции Саскачеван. Действие многих романов В. О. Митчелл, Синклера Росса, Фридриха Филиппа Грова, Гай Вандерхега, Майкла Хлмета и Гейл Боуэн также часто происходит в Саскачеване, как и детских романов Фарли Моуэт. Английский натуралист «Неясыть» провёл большую часть своей жизни живя и учась в национальном парке принца Альберта.
Песня «Последний саскачеванский пират» о недовольных фермерах, которые занимаются пиратством на реках упоминают различные части провинции, такие как Саскатун, Реджайна и Мус-Джо. Популярная квебекская группа «Les Trois» записала песню на французском языке, которая называется «Саскачеван» в своём первом альбоме. Это был третий сингл из этого альбома и имел умеренный успех во франкоязычной Канаде.
Команда по канадскому футболу Saskatchewan Roughriders — единственная в провинции профессиональная спортивная команда, и пользуется огромной популярностью по всей провинции Саскачеван. Поклонники команды также живут по всей Канаде, а все вместе они известны как «Всадники нации».

## Символы провинции
Флаг Саскачевана был официально принят 22 сентября 1969 года. Зелёный верх флага символизирует леса севера провинции Саскачеван, в то время как золотая нижняя часть флага символизирует южные поля пшеницы и прерии. По всей провинции был проведен конкурс на дизайн флага, и привлек более 4000 проектов. Победивший проект принадлежал Энтони Дрейку, жившему тогда в Ходжвилле.
Другие символы провинции включают в себя клетчатую материю, номерной знак и официальный цветок провинции. Официально клетчатая материя Саскачевана была зарегистрирована в суде лорда Лиона Кинга в Шотландии в 1961 году. Она имеет семь цветов: золотой, коричневый, зелёный, красный, жёлтый, белый и чёрный. Провинциальные номерные знаки имеют лозунг «Земля живого неба». Официальный цветок провинции — западная красная лилия (Lilium philadelphicum andinum).